# Atlantic County
Atlantic County ist ein County im US-Bundesstaat New Jersey. Der Verwaltungssitz (County Seat) ist Mays Landing.

## Geschichte
Ursprünglich wurde das County durch den Stamm der Lenni-Lenape-Indianer bewohnt. Nachdem das südliche New Jersey bereits im 16. Jahrhundert von Seefahrern verschiedener Nationen erkundet wurde, erfolgte eine weitergehende Erforschung durch Henry Hudson im Jahr 1609.
Die erste Ansiedlung erfolgte in Sommers Point, benannt nach John Sommers, der zum Aufseher über die Straßen und den Hafen von Great Egg Harbor bestellt wurde. Zunächst gehörte das Gebiet noch zum Gloucester County. 1837 wurde es jedoch als eigenständiges County abgetrennt und als Verwaltungssitz Mays Landing bestimmt.
Zwei Orte im County haben den Status einer National Historic Landmark, die Atlantic City Convention Hall und Lucy, the Margate Elephant. 45 Bauwerke und Stätten des Countys sind insgesamt im National Register of Historic Places eingetragen (Stand 15. Februar 2018).

## Geographie
Das County hat eine Fläche von 1739 Quadratkilometern, wovon 286 Quadratkilometer Wasserfläche sind. Es wird vom Office of Management and Budget zu statistischen Zwecken als Atlantic City–Hammonton, NJ Metropolitan Statistical Area geführt.

## Demografische Daten
Nach der Volkszählung im Jahr 2000 lebten im County 252.552 Menschen. Es gab 95.024 Haushalte und 63.190 Familien. Die Bevölkerungsdichte betrug 174 Einwohner pro Quadratkilometer. Ethnisch betrachtet setzte sich die Bevölkerung zusammen aus 68,36 % Weißen, 17,63 % Afroamerikanern, 0,26 % amerikanischen Ureinwohnern, 5,06 % Asiaten, 0,05 % Bewohnern aus dem pazifischen Inselraum und 6,06 % aus anderen ethnischen Gruppen; 2,58 % stammten von zwei oder mehr ethnischen Gruppen ab. 12,17 % der Bevölkerung waren spanischer oder lateinamerikanischer Abstammung.
Von den 95.024 Haushalten hatten 31,70 % Kinder und Jugendliche unter 18 Jahre, die bei ihnen lebten. 46,50 % waren verheiratete, zusammenlebende Paare, 14,80 % waren allein erziehende Mütter. 33,50 % waren keine Familien. 27,00 % waren Singlehaushalte und in 10,70 % lebten Menschen im Alter von 65 Jahren oder darüber. Die Durchschnittshaushaltsgröße betrug 2,59 und die durchschnittliche Familiengröße lag bei 3,16 Personen.

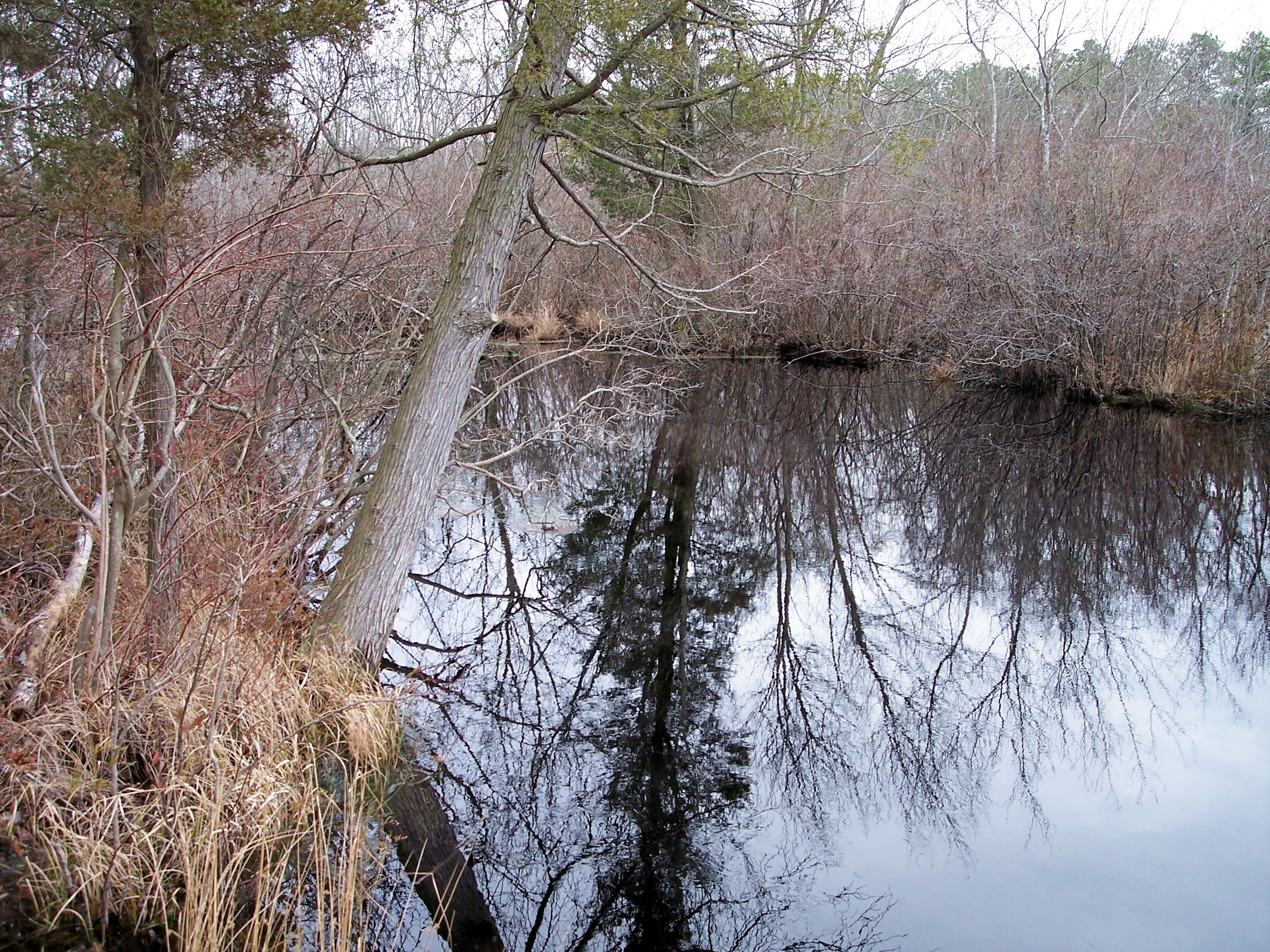
Der Tuckahoe River

Auf das gesamte County bezogen setzte sich die Bevölkerung zusammen aus 25,30 % Einwohnern unter 18 Jahren, 8,10 % zwischen 18 und 24 Jahren, 30,60 % zwischen 25 und 44 Jahren, 22,40 % zwischen 45 und 64 Jahren und 13,60 % waren 65 Jahre alt oder darüber. Das Durchschnittsalter betrug 37 Jahre. Auf 100 weibliche Personen kamen 93,60 männliche Personen, auf 100 Frauen im Alter ab 18 Jahren kamen statistisch 90,20 Männer.
Das jährliche Durchschnittseinkommen eines Haushalts betrug 43.933 USD, das Durchschnittseinkommen der Familien betrug 51.710 USD. Männer hatten ein Durchschnittseinkommen von 36.397 USD, Frauen 28.059 USD. Das Prokopfeinkommen betrug 21.034 USD. 10,50 % der Bevölkerung und 7,60 % der Familien lebten unterhalb der Armutsgrenze. 12,80 % davon waren unter 18 Jahre und 10,50 % waren 65 Jahre oder älter.

## Städte und Ortschaften
- Absecon
- Atlantic City
- Brigantine
- Buena Vista Township
- Buena
- Collings Lakes
- Corbin City
- Egg Harbor City
- Egg Harbor Township
- Elwood-Magnolia
- Estell Manor
- Folsom
- Galloway Township
- Hamilton Township
- Hammonton
- Linwood
- Longport
- Margate City
- Mays Landing
- Mullica Township
- Northfield
- Pleasantville
- Pomona
- Port Republic
- Somers Point
- Ventnor City
- Weymouth Township